# 伊纳尔·塔索耶夫
伊纳尔·瓦利科耶维奇·塔索耶夫（俄语：Инал Валикоевич Тасоев，1998年2月5日—），俄罗斯男子柔道运动员，2023年世界柔道锦标赛男子100公斤以上级金牌得主、2024年欧洲柔道锦标赛男子100公斤以上级金牌得主。